# Muang Laman
Muang Laman är ett distrikt i Laos.   Det ligger i provinsen Sekong, i den sydöstra delen av landet, 500 km sydost om huvudstaden Vientiane.